# Striden om Victoriaalteret
Striden om Victoriaalteret ("Sejrsalteret") i 4. århundrede e.Kr. var et sidste højdepunkt i konfrontationen mellem tilhængere af den romerske statskult og repræsentanter for kristendommen, som snart skulle blive Romerrigets statsreligion.
På overfladen drejede debatten sig om hvorvidt alteret af sejrsgudinden Victoria fra Curia Julia, samlingsstedet for det romerske senat, skulle fjernes eller ikke. Derudover vedrørte det også spørgsmålet om gensidig tolerance og bragte grundlæggende forskelle mellem de to religioner til udtryk. Striden begyndte 357 med den første fjernelse, og 394 blev alteret endegyldigt fjernet fra sin plads. De vigtigste deltagere var den hedenske bypræfekt, praefectus urbi, i Rom Quintus Aurelius Symmachus og Milanos biskop Ambrosius. Begge søgte 384 at overtale den unge kejser Valentinian II (371-392) med programskrifter der indeholdt deres respektive synspunkter.

## Betydning
I spørgsmålet om alterets fjernelse eller genindsættelse stødte forskellige positioner fra de to trosretninger sammen. Influeret af nyplatonisme plæderede Symmachus som tilhænger af den gammelromerske religion for principiel tolerance ud fra sine polyteistiske forestillinger. Denne holdning måtte støde på modstand fra Ambrosius' side der så det ud fra kristendommens monoteistiske synpunkt, hvor fordringen på absolut sandhed var en følge af at kristendommen var en åbenbaringsreligion.
Skønt striden til sidst faldt ud til gunst for de kristne, affødte Symmachus' argumentation dog grundlæggende svar fra kristne forfattere, for eksempel fra kirkefaderen Augustin, der skulle få betydelig indflydelse på senantik og middelalderlig filosofi og teologi.

## Forløbet
Alteret var indviet til den romerske sejrsgudinde Victoria. Til alteret hørte en forgyldt statue af den vingebeklædte gudinde, der holdt en palmegren og en laurbærkrans. Denne statue havde romerne erobret 272 f.Kr. i krig mod Pyrrhus af Epirus. For at fejre sin sejr i slaget ved Actium lod kejser Augustus den opstille i senatsbygningen 29 f. Kr. Det blev derefter skik at senatorerne før hver samling bragte et røgelsesoffer på et specielt oprettet alter.
Striden om alteret blev udløst 357 da den kristne kejser Constantius II lod det fjerne for første gang. Hans efterfølger 361-363 var den sidste hedenske kejser, Julian, som førte alteret tilbage, men vinteren 382/83 lod kejser Gratian det igen fjerne. Samtidig afskaffede han den økonomiske understøttelse til hedenske indretninger som templet for vestalinderne. Det blev et afgørende punkt i de efterfølgende stridigheder, da det nu ikke længere blot drejede sig om religiøse spørgsmål, men også om økonomisk støtte til hedenske indretninger som indtil da havde været en statsopgave. Gratian tilbageviste alle anmodninger fra hedenske senatorer. Roms bypræfekt Quintus Aurelius Symmachus, der stammede fra den ansete Symmachi-familie, anførte 382 en delegation af hedenske senatorer til hoffet i Milano, men blev afvist af kejseren efter tryk fra kristne senatorer og rådgivere.
Efter Gratians død blev denne beslutning bekræftet 384 af Valentinian II. Samme år skrev Quintus Aurelius Symmachus sin tredje Relatio som han lod bringe til hoffet i Milano, hvori han bad Valentinian om at tilbagekalde forgængerens beslutning.
Over for argumentationen i Relatio fremførte biskop Ambrosius af Milano de kristnes synspunkt. Det gjorde han især i to breve (nr. 17 og 18) og flere år senere i et tredje (nr. 57). Anledningen til det sidste brev kunne have været usurpatoren Flavius Eugenius' genopstilling af alteret 394 – en opstilling der dog ikke vides med sikkerhed. Deltagerne argumenterede forholdsvis sagligt hvad der ikke var indlysende i betragtning af blodige sammenstød mellem kristne og hedninge – for eksempel 391 i Alexandria. Det kan skyldes at Symmachus havde forholdsvis gode relationer til kristne som for eksempel til Sextus Petronius Probus, og at Ambrosius, der stammede fra den romerske overklasse, ligeledes havde gode relationer til hedninge.

### Symmachus' argumentation
I sin tredje Relatio knyttede Symmachus an til ideen om Rom som byen for verdensherredømme Han mindede om dens glorværdige fortid, og erklærede at dens opstigen til verdenshersker skyldtes den trofaste overholdelse af statskulten og tilbedelsen af de gamle guder. De tidligere militære sejre var også en følge af respekten for sejrsgudinden Victoria. Uudtalt forblev den omvendte slutning, efter hvilken de nylige ødelæggende nederlag som for eksempel mod goterne 378 i slaget ved Adrianopel skulle kunne føres tilbage til undsigelsen af guderne. Symmachus stillede et retorisk spørgsmål: "Hvem ville være så venligt stemt over for barbarerne, at han ikke ville ønske Victoriaalteret tilbage på sin plads?" Ligeledes havde undsigelsen af vestakulten været årsagen til hungersnøden i Rom 383. Historiske erfaringer og klogskab bød således at man holdt fast ved den traditionelle statskult.
En logisk konsekvens af Symmachus' argumentation var hans anmodning om at den statslige understøttelse af templerne blev genoptaget. Kontakten mellem menneske og guder var fra hedenske romeres synspunkt en gensidig given og tagen med karakter af overenskomst. Statens beskyttelse ved guderne afhang for dem ikke blot af en nøje overholdelse af kulten, men også af at staten selv deltog i ofringen og for underhold af templet og dets præstekollegium. For en traditionalist som Symmachus måtte privat varetagelse af en statslig kult være fuldstændig meningsløs. Ambrosius synes bevidst at tilsidesætte dette i sit svar, da han opfordrede hedningene til at klare sig uden statslige penge, ganske som de kristne havde måttet tidligere. Strengt taget burde han, som andre kristne teologer før ham, have indset den snævre forbindelse mellem stat og statskult som en svaghed ved den hedenske position. Hvis staten ikke længere finansierede de traditionelle kulter, mistede de deres oprindelige formål. På den måde havde stridens økonomiske aspekt også en religiøs dimension.
Endelig berørte Symmachus grundlæggende spørgsmål om forholdet mellem tilhængere af de enkelte religioner. Han var ganske vist konservativ traditionalist og var skeptisk over for de forsøg vennen og filosoffen Vettius Agorius Praetextatus gjorde på at forny gudstroen i nyplatonisk retning. Alligevel betjente han sig af dette tankegods og argumenterede at forskellen mellem kristne og hedninge kun var af overfladisk natur. Bag de forskellige navne menneskene gav guderne, var der alligevel kun én guddom, som for menneskene kun kan erkendes skyggemæssigt og kun er delvis forståelig – med en analogi til Platons idélære som anskuet i hulelignelsen. Men grundlæggende ærer hedninge og kristne det samme under forskellige navne, ganske som de betragter de samme stjerner. Hvad er det der afgør hvordan det enkelte menneske når frem til sandheden? Ikke blot én vej fører til sandheden. Kort: Symmachus plæderede for filosofisk pluralisme og religiøs tolerance. Ganske vist var denne tolerante holdning også betinget af at hedenske religioner over for kristendommen mod slutningen af 4. århundrede i stigende grad mistede både politisk og kulturel betydning. Symmachus' argumentation med nyplatonisk tankegods var velvalgt, især da også tidligkristne filosoffer og teologer støttede sig derpå, dog i modsætning til Symmachus for at begrunde monoteismen.

### Ambrosius' svar
Symmachus' argumentation synes ikke at have været uden virkning ved kejserhoffet. Ambrosius gik skarpt i rette med den i to breve. Biskoppen, der privat havde venlig omgang med hedninge og var højt uddannet, vidste ikke af nogen eftergivenhed og kunne til sidst sætte sig igennem.
Ambrosius så i kravet om tolerance en fare for kristendommens fordring på den eneste sandhed, og han anvendte derfor ganske skarpe formuleringer. Kejseren skulle ikke lade sig bedrage af tomme fraser, men skulle tværimod tjene Gud og troen. For den enkelte var der kun frelse hvis han tilsluttede sig den sande, altså den kristne tro. Ambrosius henviste til kristenforfølgelserne under hedenske herskere; nu fordrede den side tolerance som under kejser Julian blot nogle få år forinden havde forsøgt at trænge kristendommen tilbage. At nu også kristne senatorer skulle deltage i ofringer ved et hedensk alter, var uacceptabelt. Imod de faktiske omstændigheder hævdede Ambrosius at hedenske senatorer kun var et mindretal i Rom. Symmachus krævede ikke blot tålsomhed, men ligestilling. Men hvordan kunne kejseren forene det med sin samvittighed? Som den almægtige Guds tjener kunne han ikke være tolerant over for en fjende af den sande tro. Indirekte truede Ambrosius sågar Valentinian med ekskommunikation – hvorved den unge kejsers salighed var truet : Hvis kejseren afgjorde til fordel for Symmachus, ville det udgøre en svær belastning for præsterne. Kejseren kunne ganske vist godt fortsætte med at komme i kirken, men ville ikke blive mødt af præster, i det mindste ingen der ikke ville yde ham modstand.
Hvis Ambrosius havde affattet sin første modstand mod Symmachus' Relatio uden et nøjere kendskab til indholdet, så gjorde han sig i et senere brev umage med at tilbagevise argumentationen punkt for punkt. Han påpegede at Rom også tidligere havde lidt nederlag mod fremmede folk. Da gallerne rykkede frem mod Capitol 387 f.Kr., var det kun gæssenes skræppen og ikke Jupiter der havde beskyttet templet. Hannibal havde heller ikke bedt til andre guder end romerne. Hedningene måtte beslutte sig: Havde deres riter triumferet med romerne, så havde de lidt nederlag med kartagerne, og omvendt.  Ambrosius bestred altså at der var en sammenhæng mellem romernes tidligere resultater og den gamle kultordning som Symmachus så kraftigt gik ind for. Ifølge Ambrosius skyldtes romernes resultatet udelukkende deres egen dygtighed. Overholdelsen af kultforskrifterne havde ikke skånet en kejser som Valerian, der lod kristne forfølge, i at falde i fangenskab. Også på hans tid stod Victoriaalteret i senatet. Hvad angik tilbageholdelsen af statlige midler til kulterne henviste Ambrosius til vilkårene tidligere for de kristne der da måtte organisere sig uden statslige midler: Havde templerne befriet slaverne eller uddelt mad til de fattige? Alt hvad kirken rådede over gik til de fattiges underhold. Forfædrenes skik, mos maiorum, hovedargumentet for tilhængerne af den gamle kult, var alligevel miskrediteret ved indførelse af fremmede guder fra østen.

## Virkninger
390 afslog kejser Theodosius I., der siden nedkæmpelsen af Magnus Maximus opholdt sig i Italien, en ansøgning fra en deputation af senatorer om genopstilling af alteret. Derimod lod usurpatoren Eugenius – der selv formelt var kristen, men tolerant indstillet over for de traditionelle kulter – muligvis endnu en gang alteret opstille; dette er dog omstridt. Eugenius' holdning var anledning for Ambrosius til i sit brev nr. 57 at argumentere imod. 393 blev der for sidste gang foranstaltet traditionelle hedenske kultfejringer. Eugenius blev slået 394 i Slaget ved Frigidus. Theodosius var forholdsvis mild over for de besejrede, men lod ikke længere kulter udføre. Der er kun fundet sparsomme rester af alter og statue.
Den endelige fjernelse af alteret – om det var af Gratian eller ti år senere af Theodosius – betød et symbolsk nederlag for hedenskabet. Dertil kom at Theodosius 391 havde forbudt alle hedenske kulter og gjort kristendommen til eneste statsreligion.
Dog faldt Symmachus' argumentation i begyndelsen af 5. århundrede igen på frugtbar jord efter vestgoternes indfald i Italien og Roms erobring 410 af Alariks tropper. Erobringen af den tidligere rigshovedstad af såkaldte barbarer kunne af mange romere kun forklares med frafald fra de gamle guder. Kristne teologer, der siden Konstantins tid havde forkyndt at Guds rige var virkeligjort i Romerriget, kom nu i forklaringsnød. Under indtryk af katastrofen 410 forfattede kirkefaderen Augustin sit værk De civitate Dei hvor han forklarede at Guds rige ikke manifesterer sig i en jordisk stat, men i de enkelte troende, der lever efter kristendommens bud. Således udgør et hovedværk i senantik og middelalderlig filosofi et svar på det spørgsmål, som hedningen Symmachus stillede i striden om Victoriaalteret.